# Crézancy-en-Sancerre
Crézancy-en-Sancerre é uma comuna francesa na região administrativa do Centro, no departamento Cher. Estende-se por uma área de 18,89 quilômetros quadrados. Em 2010 a comuna tinha 476 habitantes (densidade: 25,2 hab./km²).